# X-Men: Mutant Academy
X-Men: Mutant Academy è un videogioco picchiaduro a incontri in 3-D sviluppato dalla Paradox Development, la compagnia che aveva lavorato a Wu-Tang: Shaolin Style ed il mai pubblicato Thrill Kill, e basato sui personaggi di X-Men della Marvel Comics. Il videogioco è stato pubblicato per Game Boy Color e PlayStation, dalla Activision, ed è stato seguito da due sequel X-Men: Mutant Academy 2 e X-Men: Next Dimension.

## Personaggi
Ci sono nel videogioco dieci personaggi selezionabili dell'universo di X-Men, tutti selezionabili sin dall'inizio nella modalità "versus", ad eccezione dei quattro boss finali, non utilizzabili nelle altre modalità.

### X-Men
- Ciclope
- Wolverine
- Gambit
- Tempesta
- Bestia (personaggio assente nella versione per Game Boy)
- Fenice (personaggio segreto nella versione per Game Boy)

### Boss finali
- Toad
- Mistica
- Magneto
- Sabretooth

### Esclusive Game Boy
- Pyro (boss finale)
- Apocalisse (personaggio segreto)